# Tange (Alteveer)
Tange (Gronings: Taange) is een buurtschap tussen de dorpen Alteveer en Onstwedde in de gemeente Stadskanaal in de Nederlandse provincie Groningen.
Er wonen iets minder dan 150 inwoners die vooral werken in de kleine middenstand, landbouw of bij regionale fabrieken.
Het gehucht bestaat uit voor de regio typerende lintbebouwing, die zich over een lengte van ongeveer 600 meter uitstrekt langs de Beumeesweg. 

## Geschiedenis
Het gehucht ontstond na de markeverdeling van Onstwedde, toen de omringende woeste gronden in gebruik genomen werden. Het eerste huis werd gebouwd in 1835.
Het zuidelijke deel van de Beumeesweg, de Verlengde Luringstraat en een deel van de Luringstraat werden vroeger aangeduid met de naam Huttenstreek. Deze naam verwijst naar de armoedige toestanden ter plaatse. Een ander gehucht in de buurt heette Hutplak. De bouw van Huttenstreek begon in 1829, na de verdeling van de markegronden tussen Onstwedde en de Holte.
Het westelijke deel van Tange werd in de loop van de tijd onderdeel van Alteveer, terwijl de naam Tange overging op het westelijke deel van de Huttenstreek langs de zuidelijke Beumeesweg en Verlengde Luringstraat. Het oostelijke deel langs de Luringstraat werd onderdeel van de kom van Onstwedde. In 1971 verdween de naam Huttenstreek van de kaart.
Dorpen:
Alteveer (deels) · Ceresdorp · Kopstukken · Mussel · Musselkanaal · Onstwedde · Smeerling · Stadskanaal

Gehuchten: Barlage · Blekslage · Braamberg · Höchte · Horsten · Sterenborg · Ter Wupping · Vledderhuizen · Vledderveen · Vosseberg

Buurtschappen: Höfte · Holte · Oomsberg · Tange · Ter Maarsch · Veenhuizen · Wessinghuizen

Kanalen: Stadskanaal · Musselkanaal · Mussel-Aa-kanaal      Bos: Dr. Hommesbos

Groningen: Steden en dorpen      Nederland: Provincies · Gemeenten